# Kris Marshall
Kristopher "Kris" Marshall (11 de abril de 1973) é um ator inglês que é mais conhecido por interpretar Nick Harper em My Family (britcom), Colin Frissell no filme de 2003 Love Actually, Adam nos anúncios da BT Retail de 2005 até 2011 e Dave na primeira série de Citizen Khan (2012). Ele interpretou o detetive principal Humphrey Goodman em Death in Paradise, assumindo o papel em abril de 2013 para a terceira série da exibição e deixando-o em fevereiro de 2017, na sexta série.